# Псукей де-зимра
Псукей де-зимра (ашкеназ. Песуке де-Зимра, от иуд.-арам. פסוקי דזמרא — «стихи пения»), также змирот (сефард. Земирот, от זמרות‎ — «песни») в талмудическом иудаизме — утреннее пение псалмов и славословий, предваряющее иудейское богослужение. В старину ревностно верующие прочитывали Псалтирь целиком каждое утро, отголоском этого старого обычая ныне существует обычай сокращённо зачитывать Псалтирь стихами из различных псалмов в разделах «Ромему» и «Йехи кевод», а завершать хвалебными псалмами 144—150, что и называется «некоторыми стихами для пения» (псукей де-зимра). Прежде поют барух ше-амар, зачитывают псалмы, после поют иштабах (в шаббат и праздник иштабах удлинён молитвою «Нишмат», которую произносят до иштабаха). Барух ше-амар, псукей де-зимра, нишмат и иштабах являются единой частью иудейского утреннего богослужения. Псукей де-зимра назван «ежедневным галелем» (от ивр. הלל בכל יום‎, см. галель). Состоит из псалмов 144—150, иных псалмов и Исх. 15. В сефардской традиции число псалмов, входящих в псукей де-зимра, несколько большее, чем в ашкеназской традиции; кроме того, у сефардов и порядок псукей де-зимра несколько иной.

## Этимология
Псукей де-зимра — это иудео-арамейское выражение, встречающееся в Талмуде, означающее буквально «стихи пения». Иудео-арамейское слово зимра несколько раз встречается в Танахе, например, «возьмите псалом (зимра), дайте тимпан, сладкозвучные гусли с псалтирью» (Пс. 80:3). Также иудео-арамейское слово псак («часть»).

## Порядок
Сегодня псукей де-зимра является началом утреннего общинного иудейского богослужения в синагоге среди не менее, чем десяти взрослых евреев-мужчин. Псукей де-зимра состоит из множества отрывков Танаха и благословений до и после пения. Однако, по мнению Маймонида общинную службу начинают с произнесения полукадиша и следующей за ним Шма.

## В источниках
Талмуд
В Талмуде поощрено пение псалмов, хотя это не является заповедью Торы (Талмуд, Брахот 4 б; Шаббат 118 б). Пение 144-го псалма трижды в день в Талмуде приравнено к личной молитве еврея (Талмуд, Брахот 4 б), тогда как община молится общинной молитвой «Амида», произнесение которой также не является заповедью Торы. Пение псалмов утром (псукей де-зимра) является лишь обычаем отдельного еврея, но не общины (Талмуд, Шаббат 118 б).

Всякому еврею, произносящему Пс. 144 каждый день трижды, гарантирован рай.
— Вавилонский Талмуд, Брахот 4 б

Читать галель каждый день — это псукей де-зимра.
— Вавилонский Талмуд, Шаббат 118 б
Раши
Раши, комментируя Талмуд (Брахот 4 б), указывал, что «„трижды“ — в качестве трёх ежедневных молитв». Раши, комментируя Талмуд (Шаббат 118 б), указывал, что "псукей де-зимра — это пара песен с аллилуйя: «Хвалите Господа с небес», «Хвалите Бога во святыне Его»". Раши под «псукей де-зимра» полагал пение пары псалмов: 148, 150, а под «молитвой» — пение 144 трижды в день. То есть Раши полагал обязательным каждому еврею пение трёх указанных псалмов утром в качестве личной молитвы.
Саадья гаон
Саадия Гаон под «псукей де-зимра» полагал пение шести псалмов: 144, 146, 147, 148, 149, 150.
Маймонид
Маймонид под «псукей де-зимра» полагал пение семи псалмов: 144, 145, 146, 147, 148, 149, 150. Маймонид полагал псукей де-зимра личным обычаем отдельного еврея, но общинную службу начинали с чтения Кадиша и Шма.